# Fabrizio Roca
Fabrizio Fernando Roca Reyes (Lima, 20 marzo 2002) è un calciatore peruviano, attaccante dello Sport Boys.

## Carriera

### Club
Fabrizio Roca è cresciuto nel settore giovanile del Dep. Llacuabamba con cui ha debuttato il 9 ottobre 2020 nell'incontro di Liga 1 perso 2-0 contro lo Sport Huancayo. Rimasto svincolato, nel 2021 ha firmato con il Comerciantes Unidos dove ha giocato per un anno con la seconda squadra.
Nel 2022 ha firmato per lo Sport Boys ed il 15 ottobre ha segnato il suo primo gol in carriera nell'incontro perso 5-3 contro lo Sporting Cristal.

### Nazionale
Nell'ottobre del 2023 ha ricevuto la prima convocazione con la nazionale peruviana, senza riuscire però ad esordire. Nel 2024 è stato incluso nella lista preliminare dei convocati per la Copa América 2024, ma è rimasto escluso dalla lista definitiva.

## Statistiche

### Presenze e reti nei club
Statistiche aggiornate al 14 giugno 2024.
| Stagione        | Squadra          | Campionato      | Campionato | Campionato | Coppe nazionali | Coppe nazionali | Coppe nazionali | Coppe continentali | Coppe continentali | Coppe continentali | Altre coppe | Altre coppe | Altre coppe | Totale | Totale | Totale |
| Stagione        | Squadra          | Comp            | Pres       | Reti       | Comp            | Pres            | Reti            | Comp               | Pres               | Reti               | Comp        | Pres        | Reti        | Pres   | Reti   |        |
| --------------- | ---------------- | --------------- | ---------- | ---------- | --------------- | --------------- | --------------- | ------------------ | ------------------ | ------------------ | ----------- | ----------- | ----------- | ------ | ------ | ------ |
| 2020            | Dep. Llacuabamba | L1              | 2          | 0          | CP              | 0               | 0               |                    | -                  | -                  |             | -           | -           | 2      | 0      |        |
| 2022            | Sport Boys       | L1              | 6          | 1          | CP              | 0               | 0               |                    | -                  | -                  |             | -           | -           | 6      | 1      |        |
| 2023            | Sport Boys       | L1              | 23         | 9          | CP              | 0               | 0               |                    | -                  | -                  |             | -           | -           | 23     | 9      |        |
| 2024            | Sport Boys       | L1              | 15         | 2          | CP              | 0               | 0               |                    | -                  | -                  |             | -           | -           | 15     | 2      |        |
| Totale carriera | Totale carriera  | Totale carriera | 57         | 12         |                 | -               | -               |                    | -                  | -                  |             | -           | -           | 57     | 12     |        |